# Aerangis distincta
Aerangis distincta es una orquídea epífita originaria de África.
Aerangis distincta se incluye en el Anexo II de la Convención CITES.  El objetivo del Convenio es garantizar que el comercio internacional de animales y plantas silvestres no amenace su supervivencia.

## Descripción
Es una planta pequeña de tamaño que prefiere clima caliente a fresco, es epífita, monopódica que se encuentran en los troncos de los árboles y las ramas pequeñas, con un tallo corto de consistencia leñosa que tiene de 3 a 12 hojas, situadas en un solo plano, triangulares en sentido estricto, con su ápice profundamente bi-lobulado, de color  oscuro verde oliva y  moteadas de negro. Florece en una inflorescencia colgante de 27,5 cm de largo que surge por debajo de las hojas y que tiene de 2 a 5 flores  perfumadas.

## Distribución y hábitat
Se encuentra en Malaui, en África Central en zonas fluviales y los bosques siempreverdes en alturas de entre 650 y 1750 m s. n. m.

## Cultivo
Esta especie está bien montada en la sombra moderada, en un lugar fresco con temperaturas cálidas. Florece en el invierno o la primavera y a principios de verano, dependiendo de donde la planta fue recolectada.

## Taxonomía
Aerangis distincta fue descrita por J.Stewart & la Croix y publicado en Beihefte zum Botanischen Centralblatt 36: 114. 1918.
Etimología
El nombre del género Aerangis procede de las palabras griegas: aer = (aire) y angos = (urna), en referencia a la forma del labelo.
distincta: epíteto latino que significa "distinta".